# Morgan Farm
Morgan Farm es un lugar designado por el censo ubicado en el condado de San Patricio en el estado estadounidense de Texas. En el Censo de 2010 tenía una población de 463 habitantes y una densidad poblacional de 53,3 personas por km².

## Geografía
Morgan Farm se encuentra ubicado en las coordenadas 28°0′20″N 97°33′13″O / 28.00556, -97.55361. Según la Oficina del Censo de los Estados Unidos, Morgan Farm tiene una superficie total de 8.69 km², de la cual 8.69 km² corresponden a tierra firme y (0%) 0 km² es agua.

## Demografía
Según el censo de 2010, había 463 personas residiendo en Morgan Farm. La densidad de población era de 53,3 hab./km². De los 463 habitantes, Morgan Farm estaba compuesto por el 88.12% blancos, el 2.81% eran afroamericanos, el 0.65% eran amerindios, el 0.22% eran asiáticos, el 0% eran isleños del Pacífico, el 8.21% eran de otras razas y el 0% pertenecían a dos o más razas. Del total de la población el 71.49% eran hispanos o latinos de cualquier raza.